# Akmonistion
Akmonistion es un género extinto de tiburón que vivió a principios del Carbonífero. Sus restos se han encontrado en la zona de Reino Unido. Junto a Stethacanthus, forman la familia Stethacanthidae, toda ella extinta. Poseía características idénticas a Stethacanthus, como su aleta dorsal en forma de yunque.